# ماتی کرسک
ماتی کرسک (چکی: Matěj Krsek؛ زادهٔ ۱۳ مهٔ ۲۰۰۰) دونده سرعت اهل جمهوری چک است.